# Jaroslav Rychtera
Jaroslav Rychtera (23. dubna 1874 Smidarská Lhota – 12. listopadu 1948) byl československý politik a meziválečný poslanec Národního shromáždění za Republikánskou stranu zemědělského a malorolnického lidu.

## Biografie
Vystudoval hospodářskou školu a pak pracoval na rodinném statku. Podle údajů k roku 1920 byl profesí rolníkem v Smidarské Lhotě u Nového Bydžova.
Politicky aktivní byl již za Rakouska-Uherska. Ve volbách do Říšské rady roku 1907 se stal poslancem Říšské rady (celostátní parlament), kam byl zvolen za okrsek Čechy 046. Usedl do poslanecké frakce Klub českých agrárníků. Opětovně byl zvolen za týž obvod i ve volbách do Říšské rady roku 1911 a ve vídeňském parlamentu setrval do zániku monarchie. Před první světovou válkou se uvádí rovněž jako okresní starosta na Novobydžovsku. Do této funkce byl jednomyslně opět zvolen v roce 1914.
V letech 1918–1920 zasedal v Revolučním národním shromáždění za agrárníky. V parlamentních volbách v roce 1920 získal poslanecké křeslo v československém Národním shromáždění. Jeho zvolení poslancem si měl vynutit údajně sám předseda Antonín Švehla. V roce 1924 odešel z poslaneckého klubu agrárníků. V dubnu 1925 byl zbaven poslaneckého křesla. Jako náhradník místo něj pak nastoupil Bedřich Bobek.
Patřil stejně jako Karel Prášek ke statkářské, konzervativní frakci v agrární straně, která byla v lednu 1925 ze strany vyloučena. Podílel se pak na založení Československé strany agrární a konzervativní, která ale v parlamentních volbách v roce 1925 neuspěla.